# 西生口村
西生口村（にしいくちむら）は、1937年（昭和12年）まで広島県豊田郡にあった村。北に接する瀬戸田町と合併して、新たな瀬戸田町となり、地方自治体としての歴史を閉じた。瀬戸田町はのちに周辺の町村を合併した後に平成の大合併にて尾道市と合併しており、現在は尾道市の南西端付近にあたる。

## 地理
瀬戸内海のほぼ中央、芸予諸島の一島である生口島の西部。広島県と愛媛県の県境に当たり、海を隔てて、西に愛媛県の大三島と対する。村域の大半は西向きの斜面であり、平地には恵まれない。
瀬戸田に近い方（東）から、福田、垂水と地域が並ぶ。
- 海洋：瀬戸内海
- 島嶼：生口島[1]

## 沿革
以下は村行政としての沿革に絞っており、地域の歴史については生口島の記事を参照。生口島での町村合併の歴史については瀬戸田町#略歴を参照。
- 1889年（明治22年）4月1日、町村制の施行により、豊田郡生口福田村、垂水村が合併して村制施行し、西生口村が発足[1][2]。旧村名を継承した生口福田、垂水の2大字を編成[1]。
- 1921年（大正10年）大字生口福田が福田に改称[1]。
- 1937年（昭和12年）4月1日、豊田郡瀬戸田町と合併し、瀬戸田町が存続して廃止された[1][2]。

## 行政
歴代村長
庁舎

## 教育
- 1911年（明治44年）生口福田尋常小学校と垂水尋常小学校が合併して西生口尋常小学校となる[1]。1918年（大正7年）高等科を併置[1]。
- 1914年（大正3年）西生口農業補習学校設立[1]。

## 産業
- 農業、養鶏[1]